# بفونولول
بفونولول (انگلیسی: Befunolol) یک داروی مسدودکننده بتا با فعالیت سمپاتومیمتیک ذاتی است که در مدیریت گلوکوم با زاویه باز استفاده می‌شود. همچنین به عنوان آگونیست نسبی گیرنده β آدرنرژیک عمل می‌کند. بفونولول در سال ۱۹۸۳ توسط شرکت Kakenyaku Kako در ژاپن با نام تجاری Bentos معرفی شد.